# Lev Psachis
Lev Borisovitsj Psachis (Hebreeuws: לב בוריסוביץ' פסחיס, Russisch: Лев Борисович Псахис) (Krasnojarsk, 29 november 1958) is een Russisch-Israëlische schaker. In 1982 werd hem door de FIDE de grootmeestertitel (GM) toegekend. Psachis was in 1981 en 1982 kampioen van de Sovjet-Unie en hij was tevens wereldkampioen schaken van de studenten. In 1985 eindigde hij als eerste in Sotsji. In 1994 werd hij gedeeld 1e-2e met Bogdan Lalic in het XIV Benasque Open, winnaar op basis van weerstandspunten. In 1997 werd hij kampioen van Israël en eindigde hij gedeeld eerste in het Schaaktoernooi Hoogeveen. In 1999 werd hij gedeeld landskampioen van Israël. In 2002 won hij een internationaal toernooi in Andorra. In 2006 behaalde hij 5 pt. uit 7 op het Open toernooi in Cappelle-la-Grande.
Tussen 1990 en 2002 was hij 7 keer lid van het Israëlische team op de Schaakolympiade.  
Psachis woont inmiddels weer voornamelijk in Rusland, maar is ingeschreven bij de Israëlische schaakbond.